# Paul Kantner
Paul Lorin Kantner, né le 17 mars 1941 à San Francisco (Californie) et mort le 28 janvier 2016 dans sa ville natale, est un guitariste américain de rock psychédélique, fondateur des Jefferson Airplane.

## Biographie

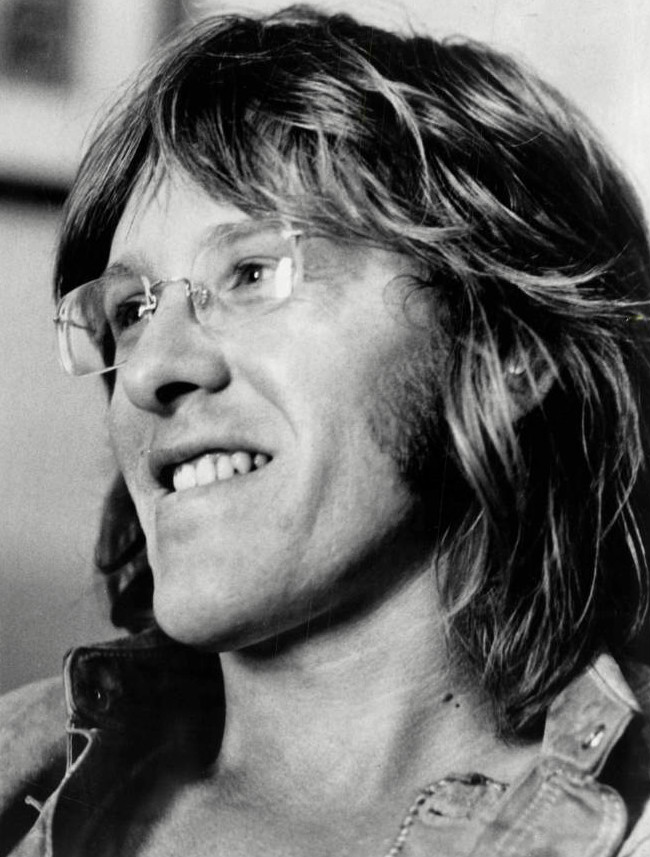
Paul Kantner en 1975.

Paul Kantner est connu comme l'un des cofondateurs du groupe Jefferson Airplane et, plus tard, de Jefferson Starship.
De 1965 à 1972, Jefferson Airplane a été un pionnier de la  scène rock psychédélique et a défini ce qu'il est convenu d'appeler le « son de San Francisco ».
Le deuxième album du groupe, Surrealistic Pillow, a atteint en 1967 la 3e place du Billboard 200 grâce à leur célèbre chanson Somebody to Love. Le groupe s'est produit sur trois des plus célèbres festivals de rock américains des années 1960 : Monterey en 1967 puis Woodstock et Altamont en 1969.
Kantner était également un membre fondateur du groupe dérivé, Jefferson Starship.
Il meurt des suites d'une crise cardiaque le 28 janvier 2016, à l'âge de 74 ans, le même jour et au même âge que Signe Anderson, première chanteuse (jusqu'à l'entrée dans le groupe de Grace Slick) du Jefferson Airplane.

## Discographie solo
- 1970 : Blows Against the Empire (avec Jefferson Starship)
- 1971 : Sunfighter (avec Grace Slick)
- 1973 : Baron von Tollbooth and the Chrome Nun (avec Grace Slick et David Freiberg)
- 1974 : Dragon fly (avec Jefferson Starship)
- 1983 : Planet Earth Rock and Roll Orchestra